# Astragalus fabrisii
Astragalus fabrisii är en ärtväxtart som beskrevs av Gomez-sosa. Astragalus fabrisii ingår i släktet vedlar, och familjen ärtväxter. Inga underarter finns listade i Catalogue of Life.